# Ancasti (kommunhuvudort i Argentina)
Ancasti är en kommunhuvudort i Argentina.   Den ligger i provinsen Catamarca, i den norra delen av landet, 900 kilometer nordväst om huvudstaden Buenos Aires. Ancasti ligger 883 meter över havet och antalet invånare är 3 082.
Terrängen runt Ancasti är huvudsakligen kuperad, men den allra närmaste omgivningen är platt. Terrängen runt Ancasti sluttar brant österut. Trakten runt Ancasti är nära nog obefolkad, med mindre än två invånare per kvadratkilometer.. Ancasti är det största samhället i trakten. 
I omgivningarna runt Ancasti växer i huvudsak lövfällande lövskog.